# أكاديمية سوار
أكاديمية سوبر أولمبيك دان أفريقا رينايسانتي ، المعروف باسم سوار والمعروف سابقا باسم كو كوياه ، هو نادي كرة القدم غيني يقع في راتوما ، غينيا. يتنافس النادي في البطولة الوطنية الغينية ، الدرجة الأولى لكرة القدم في غينيا. الملقب ب"سوار" ، تم تأسيسه باسم كو كوياه ، لكنه غير اسمه إلى أكاديمية سوبر أولمبيك دان أفريقا رينايسانتيفي عام 2019. أثبتت سوار نفسها كمولد للمواهب لتطوير اللاعبين الشباب وأبرزهم مورلاي سيلا.

## التاريخ
صعد كوياه لأول مرة إلى البطولة الوطنية الغينية لموسم 2016-17.
تأسس باسم "نادي أولمبيك كوياه" ("كو كوياه") ، وكان لديه أوقات عصيبة للغاية في الدوري يرتد بين الدوري الأول والثاني. في عام 2019 ، عندما تم صعود كو كوياه ، تم شراؤها من قبل ألمامي سعيدو سيلا الذي أعاد تسمية النادي باسم "سوار". أصبح النادي مولدا للمواهب يركز على تعزيز اللاعبين الشباب. في نفس الموسم أنهى النادي 4. في 2021/22 ، احتل النادي المركز الثاني في المركز الثاني ل هورويا. طور النادي العديد من المواهب الأفريقية مثل مورلاي سيلا و بني ماكوانا.

## الألوان والشارة
ألوان كوياه هي الأزرق والأسود.

## المدربون السابقون
- رشيد الغفلاوي (2019-2020)[2]

## روابط خارجية
- FDB profile
- GSA Profile
- Socerway Profile